# Liste der Stolpersteine in Hochheim am Main
Die Liste der Stolpersteine in Hochheim am Main enthält alle Stolpersteine, die im Rahmen des gleichnamigen Kunst-Projekts von Gunter Demnig in Hochheim am Main verlegt und gefunden wurden. Mit ihnen soll an Opfer des Nationalsozialismus erinnert werden, die in Hochheim am Main lebten und wirkten.

## Verlegte Stolpersteine
| Bild | Person, Inschrift | Adresse, Lage                         | Verlegedatum | Anmerkung |
| ---- | --- | ------------------------------------- | ------------ | --------- |
|      | HIER WOHNTE MORITZ WOLFF JG. 1891 FLUCHT 1939 USA ÜBERLEBT                                                                              | Neudorfgasse 17 (Standort)            | 5. Mai 2010  |           |
|      | HIER WOHNTE KLARA WOLFF GEB. HESS JG. 1905 FLUCHT 1939 USA ÜBERLEBT                                                                     | Neudorfgasse 17 (Standort)            | 5. Mai 2010  |           |
|      | HIER WOHNTE ROBERT WOLFF JG. 1856 TOT 1938                                                                                              | Neudorfgasse 17 (Standort)            | 5. Mai 2010  |           |
|      | HIER WOHNTE HERZ ´HUGO´ DREIFUHS JG. 1875 FLUCHT 1939 USA ÜBERLEBT                                                                      | Weiherstraße 11 (Standort)            | 5. Mai 2010  |           |
|      | HIER WOHNTE SOFIE DREIFUHS GEB. SEGEN JG. 1885 TOT 1933                                                                                 | Weiherstraße 11 (Standort)            | 5. Mai 2010  |           |
|      | HIER WOHNTE HEINRICH DREIFUHS JG. 1913 FLUCHT 1939 USA ÜBERLEBT                                                                         | Weiherstraße 11 (Standort)            | 5. Mai 2010  |           |
|      | HIER WOHNTE BETTY WOLFF GEB. DREIFUHS JG. 1872 TOT 1937                                                                                 | Weiherstraße 11 (Standort)            | 5. Mai 2010  |           |
|      | HIER WOHNTE ERNA WOLFF JG. 1911 FLUCHT 1938 USA ÜBERLEBT                                                                                | Weiherstraße 11 (Standort)            | 5. Mai 2010  |           |
|      | HIER WOHNTE HEINRICH WEIS JG. 1900 FLUCHT 1939 USA ÜBERLEBT                                                                             | Weiherstraße 11 (Standort)            | 5. Mai 2010  |           |
|      | HIER WOHNTE FRIEDRICH WEIS JG. 1899 VERHAFTET 1938 DACHAU FLUCHT 1938 USA ÜBERLEBT                                                      | Weiherstraße 11 (Standort)            | 5. Mai 2010  |           |
|      | HIER WOHNTE MAX WOLFF JG. 1906 FLUCHT 1938 USA ÜBERLEBT                                                                                 | Wilhelmstraße 22 (Standort)           | 5. Mai 2010  |           |
|      | HIER WOHNTE ROSEL WOLFF JG. 1908 FLUCHT 1938 USA ÜBERLEBT                                                                               | Wilhelmstraße 22 (Standort)           | 5. Mai 2010  |           |
|      | HIER WOHNTE BERTA COHEN GEB. WEIHS JG. 1865 FLUCHT 1937 NIEDERLANDE TOT 1939                                                            | Friedrich-Ebert-Straße 18 (Standort)  | 5. Mai 2010  |           |
|      | HIER WOHNTE GERTRUD WIESENGRUND GEB. COHEN JG. 1895 HEIMATORT 1937 VERLASSEN ???                                                        | Friedrich-Ebert-Straße 18 (Standort)  | 5. Mai 2010  |           |
|      | HIER WOHNTE SIEGFRIED WIESENGRUND JG. 1882 VERHAFTET 1938 BUCHENWALD DEPORTIERT 1942 REGION LUBLIN ERMORDET                             | Friedrich-Ebert-Straße 18 (Standort)  | 5. Mai 2010  |           |
|      | HIER WOHNTE SIEGMUND FALK JG. 1876 FLUCHT 1937 USA ÜBERLEBT                                                                             | Frankfurter Straße 26 (Standort)      | 5. Mai 2010  |           |
|      | HIER WOHNTE ROSA FALK JG. 1885 FLUCHT 1937 USA ÜBERLEBT                                                                                 | Frankfurter Straße 26 (Standort)      | 5. Mai 2010  |           |
|      | HIER WOHNTE HERMANN FALK JG. 1907 FLUCHT 1934 USA ÜBERLEBT                                                                              | Frankfurter Straße 26 (Standort)      | 5. Mai 2010  |           |
|      | HIER WOHNTE JOSEF FALK JG. 1910 FLUCHT 1936 ITALIEN SÜDAFRIKA ÜBERLEBT                                                                  | Frankfurter Straße 26 (Standort)      | 5. Mai 2010  |           |
|      | HIER WOHNTE FRITZ WOLFF JG. 1893 ´SCHUTZHAFT´ 1938 BUCHENWALD FLUCHT 1939 SCHWEIZ USA                                                   | Frankfurter Straße 18 (Standort)      | 5. Mai 2010  |           |
|      | HIER WOHNTE EMMY WOLFF GEB. HESS JG. 1889 FLUCHT 1939 SCHWEIZ USA                                                                       | Frankfurter Straße 18 (Standort)      | 5. Mai 2010  |           |
|      | HIER WOHNTE GERHARD WOLFF JG. 1920 VERHAFTET 1938 BUCHENWALD FLUCHT 1939 SCHWEIZ USA ÜBERLEBT                                           | Frankfurter Straße 18 (Standort)      | 5. Mai 2010  |           |
|      | HIER WOHNTE KAROLA WOLFF JG. 1928 FLUCHT 1939 SCHWEIZ USA ÜBERLEBT                                                                      | Frankfurter Straße 18 (Standort)      | 5. Mai 2010  |           |
|      | HIER WOHNTE SALOMON FROHWEIN JG. 1863 FLUCHT 1938 TOT 1944 in ENGLAND                                                                   | Blumengasse 2 (Standort)              | 5. Mai 2010  |           |
|      | HIER WOHNTE LUDWIG FROHWEIN JG. 1897 VERHAFTET 1938 BUCHENWALD FLUCHT 1939 BELGIEN INTERNIERT DRANCY DEPORTIERT 1942 AUSCHWITZ ERMORDET | Blumengasse 2 (Standort)              | 5. Mai 2010  |           |
|      | HIER WOHNTE ALICE FROHWEIN GEB. KLEIN JG. 1904 FLUCHT 1939 BELGIEN ÜBERLEBT                                                             | Blumengasse 2 (Standort)              | 5. Mai 2010  |           |
|      | HIER WOHNTE LEA FROHWEIN JG. 1930 FLUCHT 1939 BELGIEN TOT 1943                                                                          | Blumengasse 2 (Standort)              | 5. Mai 2010  |           |
|      | HIER WOHNTE ARNOLD FROHWEIN JG. 1935 FLUCHT 1939 BELGIEN ÜBERLEBT                                                                       | Blumengasse 2 (Standort)              | 5. Mai 2010  |           |
|      | HIER WOHNTE BETTCHEN SCHWARZSCHILD GEB. STRAUSS JG. 1858 FLUCHT 1938 SÜDAFRIKA ÜBERLEBT                                                 | Untergasse 6, Massenheim (Standort)   | 5. Mai 2010  |           |
|      | HIER WOHNTE SALOMON BLUMENTHAL JG. 1893 FLUCHT 1937 SÜDAFRIKA ÜBERLEBT                                                                  | Untergasse 6, Massenheim (Standort)   | 5. Mai 2010  |           |
|      | HIER WOHNTE MARTHA BLUMENTHAL GEB. SCHWARZSCHILD JG. 1891 FLUCHT 1938 SÜDAFRIKA ÜBERLEBT                                                | Untergasse 6, Massenheim (Standort)   | 5. Mai 2010  |           |
|      | HIER WOHNTE MARGOT HARTOG GEB. BLUMENTHAL JG. 1922 FLUCHT 1938 SÜDAFRIKA ÜBERLEBT                                                       | Untergasse 6, Massenheim (Standort)   | 5. Mai 2010  |           |
|      | HIER WOHNTE WERNER BLUMENTHAL JG. 1924 FLUCHT 1938 SÜDAFRIKA ÜBERLEBT                                                                   | Untergasse 6, Massenheim (Standort)   | 5. Mai 2010  |           |
|      | HIER WOHNTE DORCHEN LANG GEB. METZGER JG. 1877 FLUCHT 1939 SHANGHAI ÜBERLEBT                                                            | Untergasse 7, Massenheim (Standort)   | 5. Mai 2010  |           |
|      | HIER WOHNTE FRIEDRICH LANG JG. 1883 FLUCHT 1939 SHANGHAI ÜBERLEBT                                                                       | Untergasse 7, Massenheim (Standort)   | 5. Mai 2010  |           |
|      | HIER WOHNTE LEO LANG JG. 1910 FLUCHT 1939 SHANGHAI ÜBERLEBT                                                                             | Untergasse 7, Massenheim (Standort)   | 5. Mai 2010  |           |
|      | HIER WOHNTE BERTHOLD LANG JG. 1913 FLUCHT 1939 SHANGHAI ÜBERLEBT                                                                        | Untergasse 7, Massenheim (Standort)   | 5. Mai 2010  |           |
|      | HIER WOHNTE BELLA LANG GEB. LION JG. 1911 FLUCHT 1939 SHANGHAI ÜBERLEBT                                                                 | Untergasse 7, Massenheim (Standort)   | 5. Mai 2010  |           |
|      | HIER WOHNTE AMALIE LANG GEB. ZODICK JG. 1916 FLUCHT 1939 SHANGHAI ÜBERLEBT                                                              | Untergasse 7, Massenheim (Standort)   | 5. Mai 2010  |           |
|      | HIER WOHNTE JULIE SCHWARZSCHILD GEB. LÖWENSTEIN JG. 1886 DEPORTIERT 1942 SOBIBOR ERMORDET 1942                                          | Hauptstraße 14, Massenheim (Standort) | 5. Mai 2010  |           |
|      | HIER WOHNTE GUSTAV SCHWARZSCHILD JG. 1883 DEPORTIERT 1942 SOBIBOR ERMORDET 1942                                                         | Hauptstraße 14, Massenheim (Standort) | 5. Mai 2010  |           |
|      | HIER WOHNTE KURT SCHWARZSCHILD JG. 1914 FLUCHT 1937 USA ÜBERLEBT                                                                        | Hauptstraße 14, Massenheim (Standort) | 5. Mai 2010  |           |
|      | HIER WOHNTE ALMA GOLDSCHMIDT GEB. SCHWARZSCHILD JG. 1919 FLUCHT 1941 USA ÜBERLEBT                                                       | Hauptstraße 14, Massenheim (Standort) | 5. Mai 2010  |           |